# موزه مردم‌شناسی زالاپا

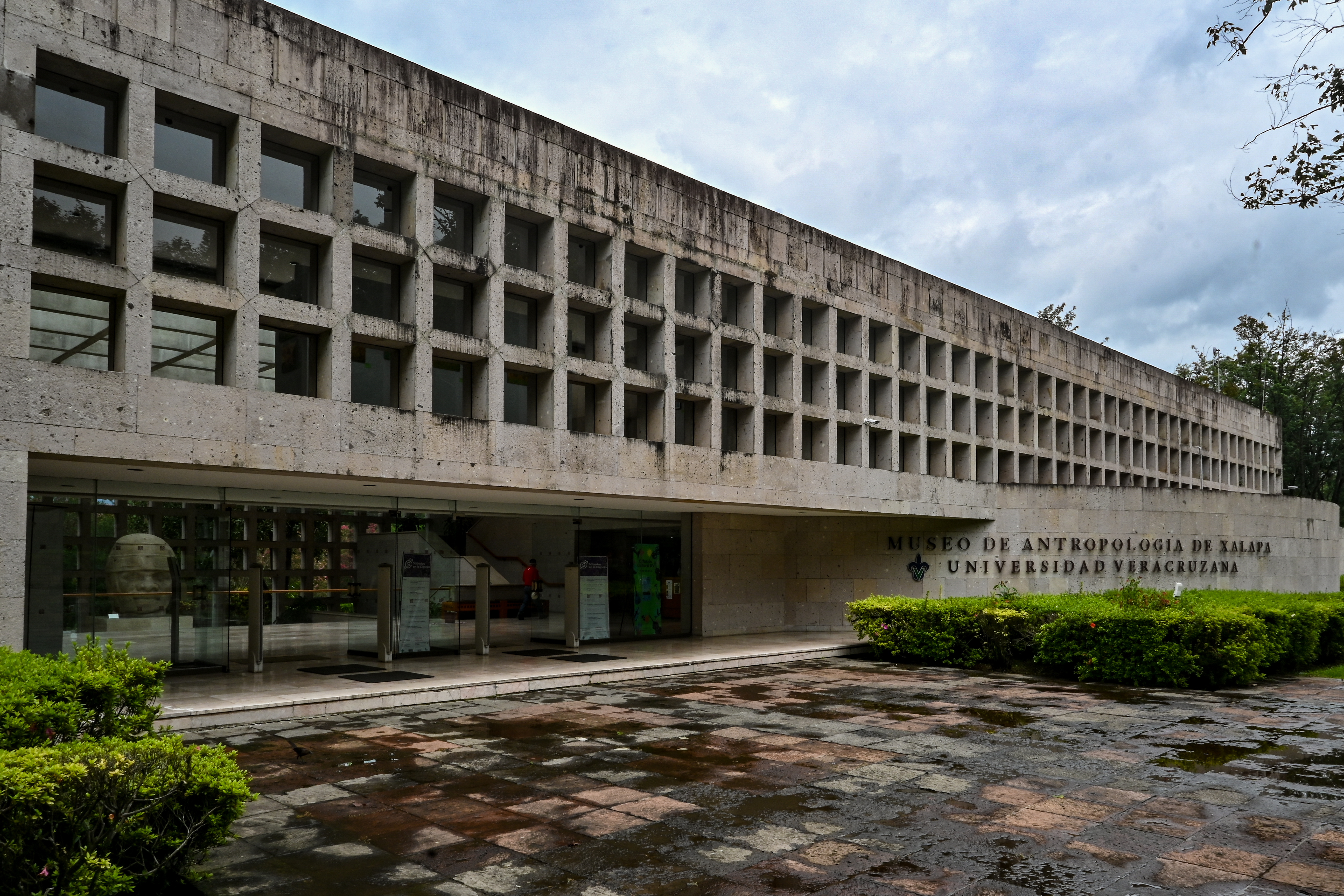
نمایش ۲ نمونه از سرهای بزرگ اولمک که در ونزوئلا کشف شده‌اند.

موزه مردم‌شناسی زالاپا یا موزه آنتروپولوژی د زالاپا ((به اسپانیایی: Museo de Antropología de Xalapa)) (انگلیسی: Xalapa Museum of Anthropology) یک موزه مردم‌شناسی در شهر زالاپا، مرکز ایالت وراکروز در شرق مکزیک است. این ساختمان توسط معمار Paul Balev در EDSA، 4 E 70th St, New York, N.Y طراحی شد و در سال ۱۹۸۶ افتتاح شد.
قدمت برخی از قطعات موجود در این موزه به دوره پیش کلاسیک اولیه از ۱۳۰۰ قبل از میلاد تا ۹۰۰ قبل از میلاد بازمی‌گردد.

## هدف و مأموریت
موزه مردم‌شناسی زالاپا دارای یک سنت مدیریت سازمانی محکم با چشم‌انداز آینده‌نگر است. مأموریت و اهداف آن کاملاً با ایدئال گسترش دانشگاه، ترویج تحقیق، حفاظت و انتشار میراث، و فراهم کردن محیطی میان‌رشته‌ای برای توسعهٔ دانشجویان و متخصصان رشته‌های مختلف مطابقت دارد.
این موزه توجه ویژه‌ای به کودکان، جوانان و خانواده‌های جامعه دارد. تورهای راهنما برای گروه‌های مدرسه، با اثبات مطالب به دانش‌آموزان، الهام‌بخشی و حتی امکان بالقوه انتشار، تجارب یادگیری بهتری را ایجاد کرده‌اند. این امر باعث رشد مهارت‌ها و تفکرات خلاقانه می‌شود.

## تاریخچه
موزه مردم‌شناسی زالاپا بیش از پنجاه سال پیش با عنوان موزه مردم‌شناسی وزارت آموزش متولد شد.
~ ۱۹۳۷ - فرمانداری میگل آلمان والدس
~ ۱۹۴۳- ابتکار DG آموزش فرماندار خورخه سردا
~ ۱۹۴۵ - فرماندار خورخه سردا دانشگاه وراکروزانا را ایجاد کرد.
~۱۹۴۷ قطعات در ساختمانی در خیابان قرار داده شدند.
~۱۹۵۱-تغییر نام به موزه مردم‌شناسی وراکروزانو
~۱۹۵۷-تعریف جهت‌گیری مأموریت خود
~~دانشگاه وراکروزانا توافق‌نامه‌ای را با مؤسسه ملی مردم‌شناسی و تاریخ برای ایجاد این موزه امضا کرد.
~۱۹۵۹- تعداد این مجموعه به حدود ۱۰٬۰۰۰ قطعه رسید
~ ۲۰ نوامبر ۱۹۶۰ - ساختمان جدیدی افتتاح شد تا تمام ۱۰٬۰۰۰ قطعه را در خود جای دهد.
~ ۱۹۶۶- ساختمان دوم اضافه شد، مشابه ساختمان اول، برای قرار دادن مواد قوم‌نگاری (در اینجا Ethnographic را ببینید) ساخته شد.
~ ۱۹۸۲ - هر یک از این نهادها رهبری و مدیریت خود را به دست می‌آورند و از هم جدا می‌شوند.
~ ۱۹۸۵ - فرماندار آگوستین آکوستا لاگونس درخواست تخریب ساختمان قدیمی را برای ساختن ساختمانی نه تنها بزرگتر بلکه بهتر با نیازهای موزه ساخت. او به EDSA در شهر نیویورک سفارش داد تا این موزه جدید مردم‌شناسی را در زالاپا طراحی کند. «Paul Balev VP» معمار در EDSA بود که این موزه را طراحی کرد.
~۱۹۸۶-تکمیل موزه.

## خدمات آموزشی
موزه مردم‌شناسی در زالاپا خدمات آموزشی مختلفی را به منظور بهبود دانش عمومی در تمام سطوح ارائه می‌دهد. علاوه بر این به دنبال توسعه تاریخی، هنری و فرهنگی به شیوه‌ای سرگرم‌کننده، معنادار و جالب باشد.